# Wheatley Hills
Wheatley Hills – dzielnica miasta Doncaster, w Anglii, w hrabstwie ceremonialnym South Yorkshire, w dystrykcie metropolitalnym Doncaster. Leży 27 km na północny wschód od miasta Sheffield i 234 km na północ od Londynu.